# حق مالکیت سرزمین بومیان کانادا
در کانادا، سند مالکیت بومیان، یک حق انحصاری در زمین محسوب می‌شود. مالکیت بومی به این شکل توصیف شده است تا آن را از سایر منافع اختصاصی متمایز کند، اما همچنین به این دلیل که ویژگی‌های آن را نمی‌توان نه تنها با ارجاع به قواعد حقوق عرفی اموال غیرمنقول، بلکه تنها با ارجاع به قواعد مالکیت موجود در نظام‌های حقوقی بومی توضیح داد. دیوان عالی کانادا این ایده را که مالکیت بومی منحصر به فرد است، به عنوان اصل وحدت‌بخشِ زیربناییِ ابعاد مختلف آن مالکیت توصیف کرده است. حق مالکیت بومیان، علی‌رغم این واقعیت که به نظر می‌رسد ویژگی‌های حقوق واقعی و شخصی را به اشتراک می‌گذارد، به درستی نه به عنوان یک حق واقعی و نه یک حق شخصی تعبیر می‌شود. مالکیت بومی به مفهوم حق انحصاری در زمین اشاره دارد که از اشغال و استفاده انحصاری یک قلمرو خاص توسط یک گروه بومی که نسبت به آن وابستگی تاریخی بومی دارد، ناشی می‌شود.

## منبع عنوان بومی
در پرونده شرکت چوب‌بری و آسیاب سنت کاترین علیه ملکه، دیوان عالی کشور در ابتدا مالکیت بومی را به عنوان یک «حق شخصی و انتفاعی» توصیف کرد که منشأ آن از اعلامیه سلطنتی ۱۷۶۳ گرفته شده است. با این حال، برداشت دیوان عالی از مالکیت بومی در قانون اساسی کانادا با گذشت زمان تغییر کرده است. اگرچه اعلامیه سلطنتی وجود مالکیت بومی را به رسمیت شناخت، اما سند قانون اساسی صادر شده توسط شاه جورج سوم منبع آن نیست. اکنون در قانون اساسی کانادا مشخص است که دکترین سرزمین بلاصاحب (تقریباً به معنای «سرزمین بی‌صاحب») هرگز در کانادا اعمال نشده است. اعمال اصطلاح رابطه گروه‌های بومی با زمین را نادیده می‌گیرد و تلویحاً می‌گوید که پیش از ادعای حاکمیت سلطنتی، تمام زمین‌های کانادا هرگز اشغال نشده بودند. در عوض، اعلامیه سلطنتی صراحتاً اذعان می‌کند که مردمان بومی پیش از اعلام حاکمیت بریتانیا، مالک این سرزمین بوده‌اند. با توجه به اینکه این امر ناشی از اشغال قبلی زمین توسط مردم بومی است، علاقه بومیان به زمین به عنوان «باری» بر دوش سند مالکیت اصلی تاج و تخت توصیف می‌شود. این شغل قبلی از اهمیت بالایی برخوردار است و ماهیت منحصر به فرد یا انحصاری مالکیت بومی را نشان می‌دهد. در پرونده‌ی گوئرین علیه ملکه، دیوان عالی کشور، مالکیت بومی را به عنوان حقی توصیف کرد که از اشغال و مالکیت تاریخی مردم بومی بر زمین‌های سنتی‌شان ناشی می‌شود. این واقعیت که مالکیت بومی از مالکیتی پیش از ادعای حاکمیت اروپایی ناشی می‌شود، عنصر اصلی است که آن را از املاکی مانند املاک سادهٔ فی متمایز می‌کند. با این حال، سند مالکیت بومی، حقوق مالکیتی مشابه با آنچه که با سند مالکیت ساده مرتبط است، اعطا می‌کند.
در پرونده علیه بریتیش کلمبیا (۲۰۱۴)، دیوان عالی کشور اظهار داشت:
ویژگی‌های مالکیت بومیان از رابطه ویژه بین سلطنت و گروه بومی مورد بحث ناشی می‌شود. همین رابطه است که مالکیت بومیان را منحصر به فرد یا یگانه می‌کند. مالکیت بومیان همان چیزی است که هست، محصول منحصر به فرد رابطه تاریخی بین سلطنت و گروه بومی مورد بحث. قیاس با سایر اشکال مالکیت املاک، به عنوان مثال، مالکیت ساده، ممکن است به ما در درک جنبه‌های مالکیت بومیان کمک کند. اما آنها نمی‌توانند دقیقاً تعیین کنند که چه چیزی هست یا نیست. همانطور که قاضی ژرار وینسنت لا فارست در پرونده «دلگاموکو علیه بریتیش کلمبیا» بیان کرد، مالکیت بومیان «با مالکیت ساده برابر نیست؛ و همچنین نمی‌توان آن را با ارجاع به مفاهیم سنتی قانون مالکیت توصیف کرد».

## محتوای عنوان بومی
مالکیت بومیان بر زمین را می‌توان با دو ویژگی اصلی توصیف کرد. اول، سند مالکیت بومی، حق استفاده و تصرف انحصاری بر زمین تحت مالکیت را فراهم می‌کند. اهدافی که زمین برای آنها در نظر گرفته شده است، لزوماً نباید به شیوه‌ها، آداب و رسوم و سنت‌های بومی که جزئی جدایی‌ناپذیر از فرهنگ‌های بومی متمایز هستند، محدود شود. به عبارت دیگر، مالکیت بومیان بر زمین به هیچ وجه به کاربردهای تاریخی و سنتی زمین توسط مردم بومی (مثلاً شکار یا ماهیگیری) محدود نمی‌شود. در عوض، مالکیت بومی طیف گسترده‌ای از کاربردها را شامل می‌شود که شامل منابع طبیعی روی زمین و زیر زمین می‌شود.
مالکیت بومی، حق تصمیم‌گیری در مورد نحوه استفاده، بهره‌برداری، اشغال، تملک، بهره‌برداری و مدیریت فعال زمین و حق بهره‌مندی از مزایای اقتصادی آن را اعطا می‌کند. به عبارت دیگر، «آنچه که عنوان بومی اعطا می‌کند، حق بر خود زمین است».
با این حال، یک محدودیت ذاتی برای این کاربردها وجود دارد که با دومین ویژگی اصلی مالکیت بومی توصیف می‌شود. زمین را نمی‌توان به شیوه‌ای مورد استفاده قرار داد که با ماهیت دلبستگی جامعه به زمین مورد نظر ناسازگار باشد. به عبارت دیگر، استفاده انحصاری و حفاظت‌شده از زمین توسط مردم بومی نباید کاملاً با ماهیت دلبستگی جامعه به زمین که اساس ادعای یک گروه خاص نسبت به مالکیت بومی را تشکیل می‌دهد، مغایرت داشته باشد.